# Brixtonboogie

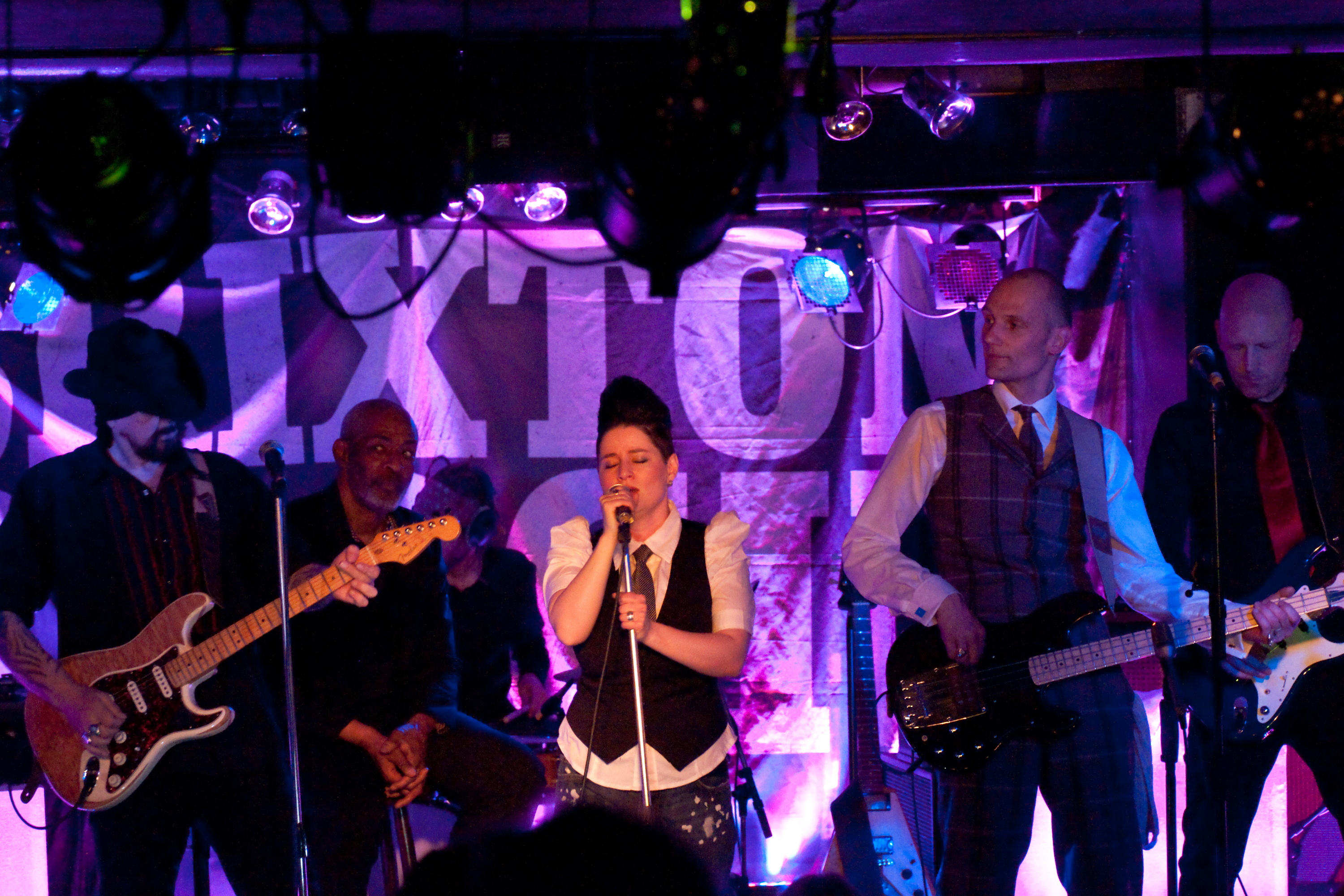
Brixtonboogie live

Brixtonboogie ist ein deutsches Urban-Blues-Bandkollektiv aus Hamburg um den Musikproduzenten, Komponisten und Bandleader Krisz Kreuzer. Er gründete die Gruppe 2005.

## Geschichte

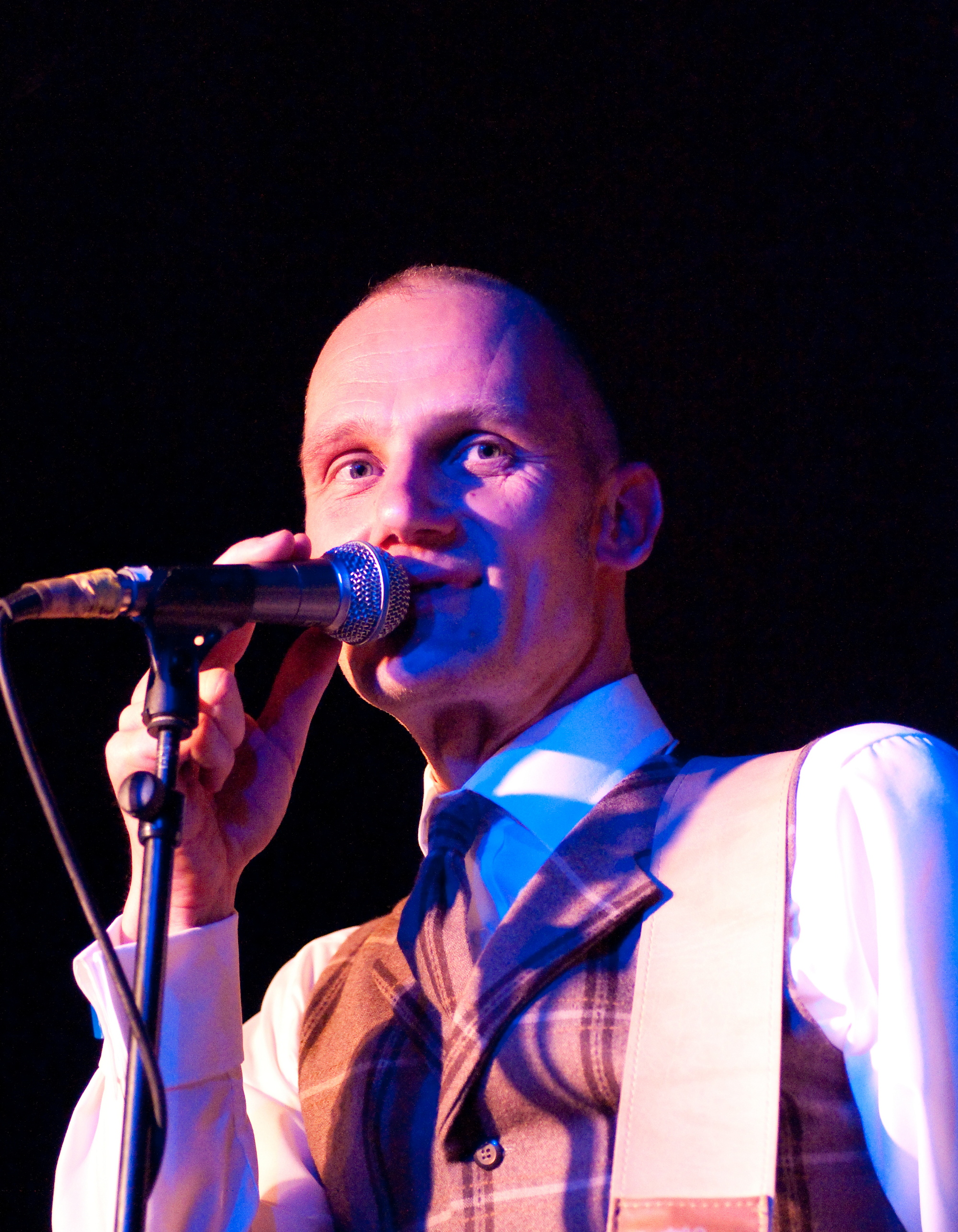
Krisz Kreuzer

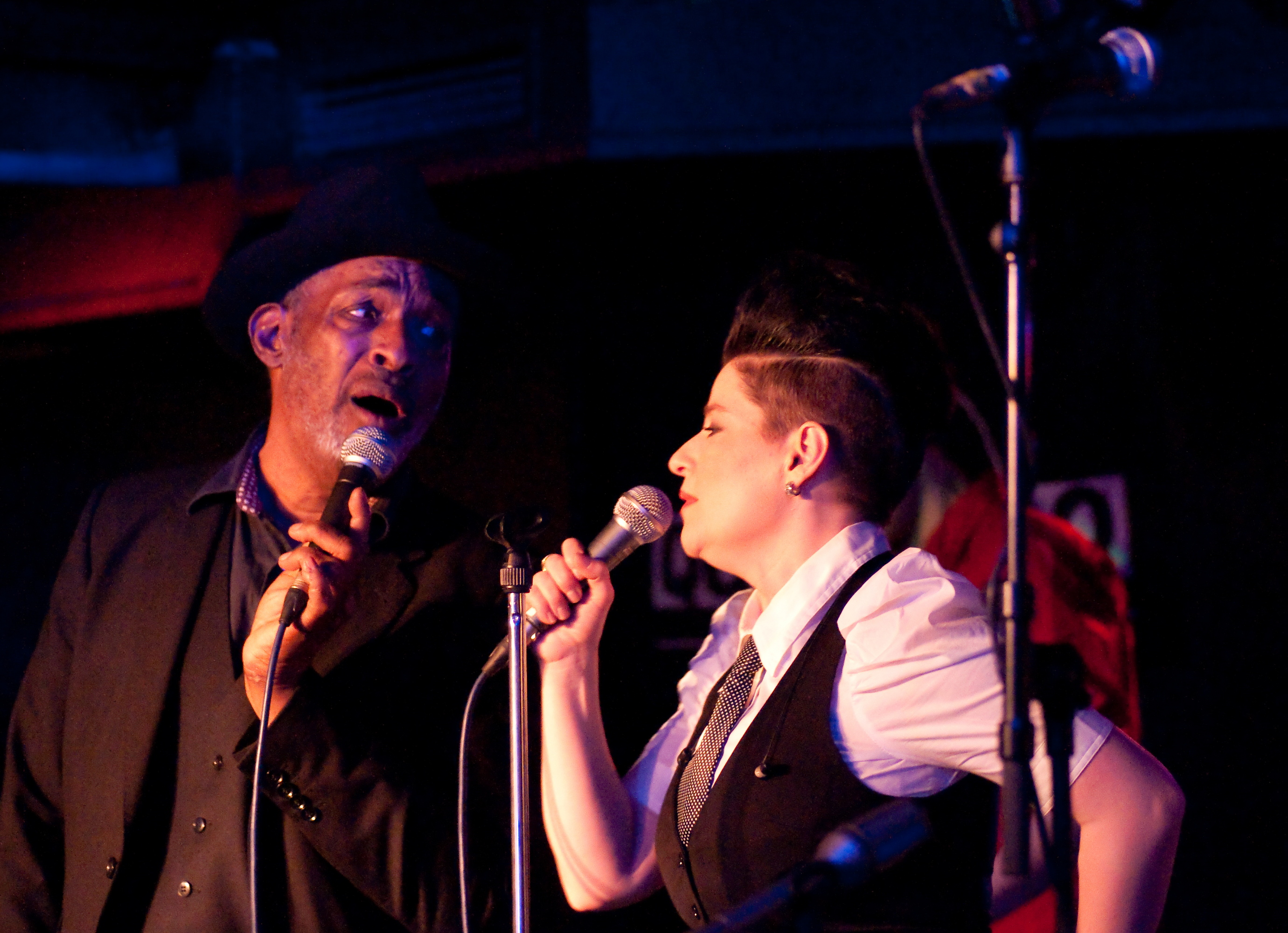
Mascha Litterscheid und Wayne Martin

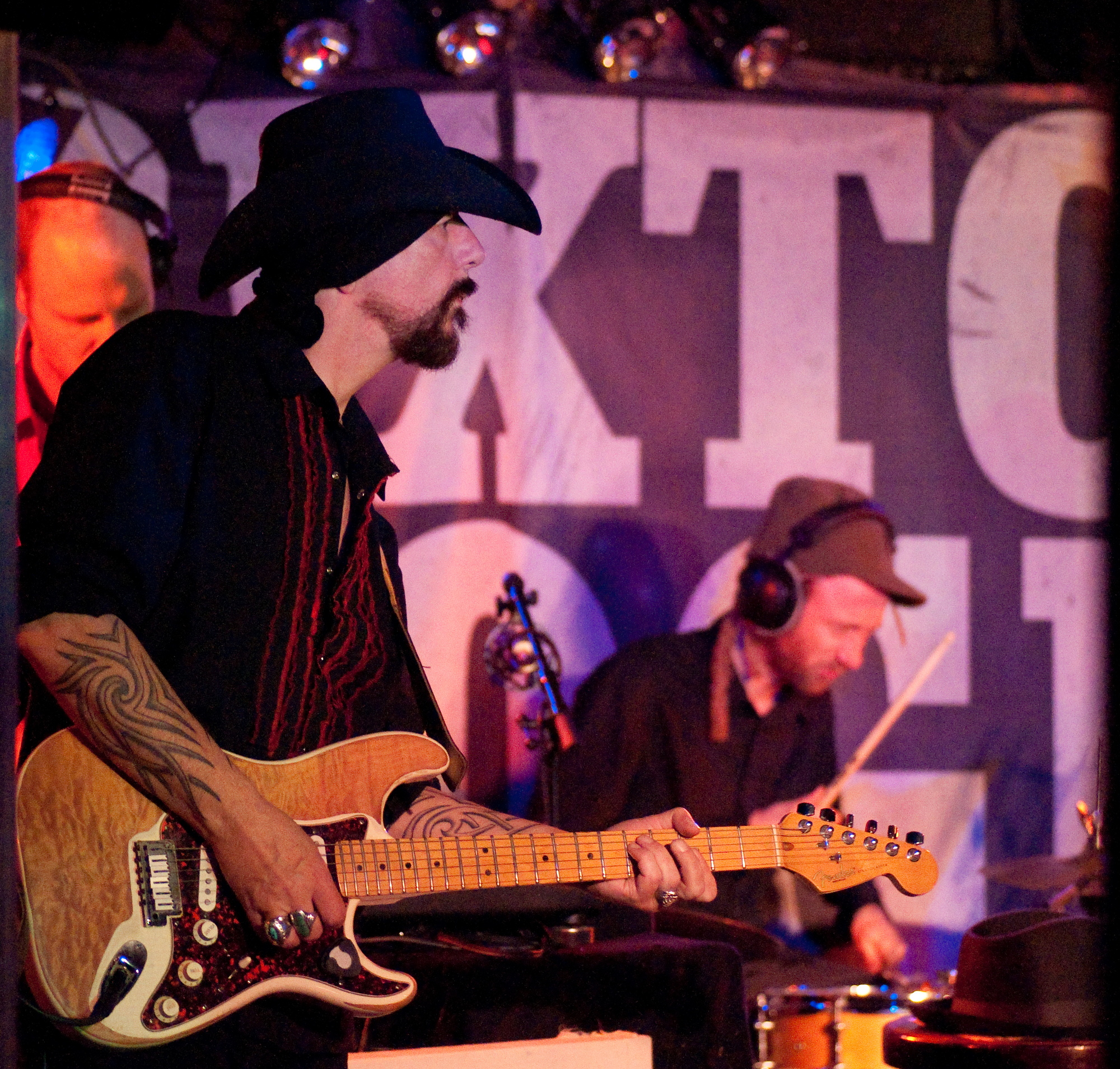
Van Wolfen, DJ Suro (fast verdeckt) und Michi Pahlich

Bei Brixtonboogie handelt es sich um ein Wortspiel. Der erste Teil des Bandnamens gibt einen Hinweis auf den gleichnamigen Stadtteil im Süden Londons, bekannt für seine Musikszene und symbolische Rolle als Soul of Black Britain – ein Ort, den Kreuzer in den 1980er Jahren oft und gerne besuchte. Der zweite Teil, Boogie, ist ein Bezug auf einen Klavierstil Anfang der zwanziger Jahre in den USA, der harmonisch dem Blues-Schema entspricht und als Tanzrhythmus einen Ausdruck von Lebensfreude vermittelt.
Krisz Kreuzer begann im Alter von 15 Jahren, beeinflusst und inspiriert von den Bluesmeistern der ersten Stunde wie Son House, Elmore James, Sonny Boy Williamson oder auch Muddy Waters, mit Gitarre und der Bluesharp Musik zu machen.
In den folgenden Jahren trat er in diversen Rhythm-and-Blues- und Reggae-Bands seiner Heimatstadt Münster auf. Trotz vielfältiger Aktivitäten als Pop-Promoter, Festivalveranstalter, TV-Moderator und anschließend als Musikproduzent in Hamburg, ist Kreuzer seiner Leidenschaft für Blues über all die Jahre treu geblieben. Seine alte Blues-Plattensammlung brachte ihn Ende 2004 auf die Idee, eine moderne urbane Version dieser Musik zu spielen, welche die Tiefe und die Spiritualität dieser alten Tradition mit zeitgenössischen Klängen und Strömungen ergänzt. Kreuzer legte seinen musikalischen Ehrgeiz vor allem in die Aufgabe, „aus alten Blues-Einflüssen vermengt mit anderen Stilarten einen neuen Sound zu kreieren“. Um dieses Konzept zu realisieren, gründete er 2005 mit befreundeten Musikern das Bandkollektiv „Brixtonboogie“.
Im September 2009 erschien das Debütalbum der Gruppe Urban Blues. Die meisten Stücke wurden von Kreuzer und Co-Autoren geschrieben. Daneben enthält das Album zwei Lieder von John Lee Hooker mit dem gesampelten Gesang der Blues-Legende, und eine blueslastige Coverversion des Depeche-Mode-Songs Policy Of Truth.
Brixtonboogie ist eine multinationale Band. Die aktuelle Besetzung (Stand: September 2009) besteht aus Wayne Martin (Gesang) aus New Orleans, Mascha Litterscheid (Gesang) aus Hamburg, Bryan Sanders (Rap) aus Las Vegas, Trina Hamlin (Gesang) aus New York City und Nataly Dorra (Gesang), die in Kamerun geboren wurde und in Deutschland aufgewachsen ist. Weitere Musiker sind Oliver Schmitt (Gitarre, Bass), Van Wolfen (Gitarre, Dobro), Michi Pahlich (Schlagzeug) und DJ Suro (Turntables). Krisz Kreuzer (Gitarre, Bass, Harp) sieht sich als Initiator und Gastgeber dieses Musikkollektivs.

## Stil
Brixtonboogie verknüpfen in ihrem Sound traditionellen Blues mit musikalischen Einflüssen aus verschiedenen Epochen. Durch den Einsatz von Stilmitteln aus Jazz, Funk, Rockmusik, Soul, Hip-Hop, Dubstep und elektronischen Elementen sprengt das Bandkollektiv konventionelle Grenzen des Genres und zwar ohne die Wurzel zu verleugnen. Auf diese Weise entsteht ein Sound, der in seiner Gesamtheit von der Kritik als eine Art Blues-Crossover bezeichnet wird, wobei der Blues „als Scharnier, als Halterung und Angelpunkt der einzelnen Stil-Elemente“ fungiert.

## Diskografie
- Urban Blues (Ferryhouse/Warner, 2009)
- Urban Blues Vinyl / Limited Edition (Ferryhouse/Warner, 2009)
- Nobody But You (Ferryhouse/Warner, 2009)
- IF I... (Ferryhouse/Warner, 2009)
- I'm Ready (Ferryhouse/Warner, 2010)
- John the Revelator (2012)
- Crossing Borders (2013)